# Journée internationale des Casques bleus
La Journée internationale des Casques bleus, est une journée internationale qui a lieu tous les ans le 29 mai. C'est un évènement créé en décembre 2002 par l'assemblée générale des Nations unies. Cette Journée rend hommage au personnel civil, policier et militaire pour sa contribution inestimable au travail de l’ONU. La date marque l'anniversaire de la création en 1948 de l'organisme des Nations unies chargé de la surveillance de la trêve chargé de faire respecter le cessez-le-feu lors de la Guerre israélo-arabe de 1948-1949. C'est l'occasion de rendre hommages aux casques bleus qui ont perdu la vie en servant sous le drapeau des Nations unies depuis 1948. Ils reçoivent la médaille Dag Hammarskjöld à titre posthume. La journée 2017 avait pour thème investir dans la paix à travers le monde,.